# Gallimimus
Gallimimus (/ˌɡælɪˈmaɪməs/ GAL-i-MY-məs) là một chi khủng long chân thú sống ở nơi bây giờ là Mông Cổ vào cuối kỷ Phấn trắng, khoảng 70 triệu năm trước (mya). Gallimimus là loài ornithomimid lớn nhất được biết đến; con trưởng thành dài khoảng 6 mét, cao 1,9 mét ở hông và nặng khoảng 440 kg (970 lb). Bằng chứng hóa thạch cho thấy chi Ornithomimus họ hàng của nó sở hữu lông vũ, chi này chắc chắn cũng sẽ có lông. Cái đầu nhỏ và nhẹ với đôi mắt to hướng ra hai bên. Mõm chúng dài so với các loài ornithomimid khác, mặc dù nó rộng và tròn hơn ở chóp so với các loài khác. Gallimimus không có răng mà có một mỏ sừng keratin và có hàm dưới thanh tú. Nhiều đốt sống có các khe hở dùng để chứa đầy không khí. Cổ dài hơn nhiều so với phần thân. Bàn tay có ngắn nhất trong số các ornithomimosaur và mỗi bàn tay có ba ngón với móng vuốt cong. Các chi trước rất yếu trong khi các chân sau dài tương đối.
Vô số hóa thạch trong các giai đoạn tăng trưởng khác nhau đã được phát hiện bởi các đoàn thám hiểm Ba Lan-Mông Cổ tại sa mạc Gobi của Mông Cổ trong những năm 1960; một bộ xương lớn được phát hiện ở khu vực này đã trở thành mẫu định danh của chi và một loài mới tên là Gallimimus bullatus ra đời vào năm 1972. Tên của chi có nghĩa là "bắt chước gà", đề cập đến sự tương đồng giữa đốt sống cổ của nó và của các Galliforme. Tên cụ thể của loài có nguồn gốc từ bulla, vòng cổ bằng vàng được đeo bởi thanh niên La Mã, do sự giống nhau giữa đáy hộp sọ của Gallimimus. Vào thời điểm nó được đặt tên, hóa thạch của Gallimimus đại diện cho vật liệu ornithomimid hoàn chỉnh nhất và được bảo tồn tốt nhất, và chi này vẫn là một trong những thành viên nổi tiếng nhất của nhóm. Họ Ornithomimidae là một phần của nhóm Ornithomimosauria, "khủng long đà điểu". Anserimimus, cũng được khám phá từ Mông Cổ, được cho là họ hàng gần nhất của Gallimimus.
Là một ornithomimid, Gallimimus sẽ là một loài hay chạy, sử dụng tốc độ của nó để trốn thoát kẻ săn mồi; vận tốc của nó được ước tính là vào khoảng 42–56 km/h. Nó có tầm nhìn tốt và trí thông minh tương đương với các loài chim rattie hiện đại (bao gồm đà điểu). Gallimimus có thể đã sống theo nhóm, dựa trên việc phát hiện ra một số mẫu vật được bảo quản tại cùng một thềm xương. Các giả thuyết khác nhau đã được đề xuất liên quan đến chế độ ăn uống của Gallimimus và các ornithomimid khác. Cổ của chúng rất cơ động có thể đã giúp xác định vị trí con mồi nhỏ trên mặt đất, nhưng chúng cũng có thể là một loài ăn tạp cơ hội. Người ta cũng đề xuất rằng chúng đã sử dụng các cấu trúc cột nhỏ trong mỏ của nó để ăn lọc, mặc dù các cấu trúc này có thể đã được sử dụng để ăn thực vật khó nhằn, cho thấy chế độ ăn cỏ. Gallimimus là loài ornithomimosaur được tìm thấy nhiều nhất tại thành hệ Nemegt, nơi chúng sống cùng với các họ hàng như Anserimimus và Deinocheirus. Gallimimus đã xuất hiện trong bộ phim Công viên kỷ Jura với cảnh phim kinh điển trong lịch sử của hiệu ứng đặc biệt và đóng vai trò to lớn trong việc định hình loài khủng long là động vật giống chim.

## Miêu tả
Gallimimus là thành viên lớn nhất được biết đến trong họ Ornithomimidae. Mẫu trưởng thành (mẫu vật IGM 100/11) dài khoảng 6 m và cao 1,9 m đến hông; hộp sọ của nó dài 330 mm và xương đùi là 660 mm. Nó có thể đã nặng khoảng 440 kg. So sánh với một mẫu vật ở tuổi vị thành niên (ZPAL MgD-I/94) dài khoảng 2,15 m, cao 0,79 m ở hông và nặng khoảng 26 kg.[1] Dựa trên hóa thạch của loài Ornithomimus có quan hệ họ hàng, người ta biết rằng xương khuỷu của ornithomimosaur có lông vũ, và con trưởng thành có cấu trúc giống như cánh được chứng minh bằng sự hiện diện của các lỗ chân lông trên xương khuỷu của phần cánh tay dưới, có các vết nhô cho thấy chỗ mà lông vũ đính vào.[2]

### Đầu
Đầu của Gallimimus rất nhỏ và nhẹ so với cột sống. Do chiều dài mõm của nó, hộp sọ dài so với các ornithomimid khác, và mõm có phần trên hơi dốc nhẹ; khó nhận ra ở các mẫu vật vị thành niên. Mặt bên của mõm khác với các ornithomimid khác ở chỗ nó không thu hẹp về nửa trước và rìa trước của xương tiền hàm ở phía trước hàm trên nhô lên, thay vì nằm ngang. Nhìn từ trên cao, mõm gần giống hình cái thìa, rộng và tròn ở đầu (hoặc hình chữ U), trong khi có hình chữ V ở các ornithomimid Bắc Mỹ. Các hốc mắt lớn và nằm nghiêng, như trong các ornithomimid khác. Vùng thái dương ở bên hộp sọ phía sau mắt khá sâu, và vùng cửa sổ dưới hố mắt gần như hình tam giác và nhỏ hơn so với Struthiomimus. Nó có những vết sẹo cơ sâu ở phần sau của mái sọ, dọc theo xương đính. Xương parasphenoid (một xương ở mặt dưới của hộp sọ) có thành mỏng, rỗng và tạo thành một cấu trúc hình quả lê. Cấu trúc có một nếp gấp lõm hình đường rẽ nước mở ra ở đáy hộp sọ. Các lỗ mũi bên trong (các lỗ mở bên trong đường mũi) rất lớn và được đặt lùi xa trên vòm miệng, do sự hiện diện của vòm miệng thứ cấp rộng, phổ biến đối với các ornithomimid.[3][4][5][6]